# Форт Таусон (Оклахома)
Форт Таусон (енгл. Fort Towson) град је у америчкој савезној држави Оклахома.

## Демографија
По попису из 2010. године број становника је 519, што је 92 (-15,1%) становника мање него 2000. године.
| Група             | 2000.       | 2010.       |
| Белци             | 520 (85,1%) | 417 (80,3%) |
| Афроамериканци    | 7 (1,1%)    | 17 (3,3%)   |
| Азијати           | 3 (0,5%)    | 0 (0,0%)    |
| Хиспаноамериканци | 14 (2,3%)   | 12 (2,3%)   |
| Укупно            | 611         | 519         |